# 聖誕樹幹蛋糕

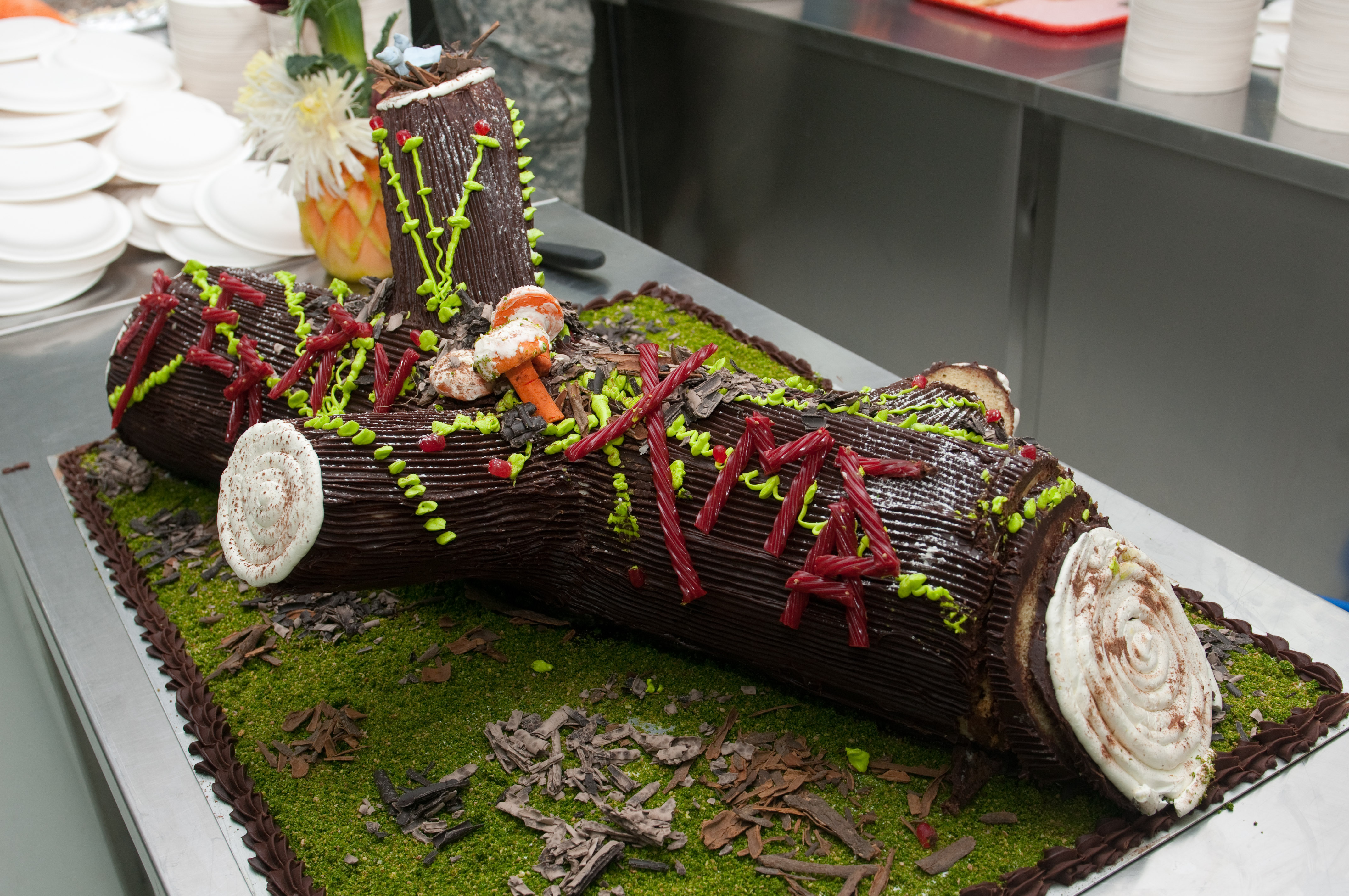
聖誕樹幹蛋糕

聖誕樹幹蛋糕（法語：Bûche de Noël），法國聖誕節的甜點，作為聖誕大餐的最後一道食物，現在不少國家也流行。這個蛋糕其實是用以代替從前過冬至的另一個習俗。

## 習俗
幾世紀以來，法國有一個傳統習俗，準備過聖誕節時，會在壁爐燒一根很粗大的木柴，使得可以慢慢的燃燒，最理想是可以持續在聖誕節起的十二天週期燃燒。木柴偏好選用有結果子的樹的樹幹，用意確保來年豐收。點燃木柴時，會用棕枝主日預備的黃楊木或月桂的樹枝為木柴祝福。在一些地方，木柴燃燒時，會澆上葡萄酒，保證葡萄豐收，或者灑上鹽，用來抵禦巫師的魔法。燃燒後的木頭通常留起來，以保護房屋免受雷擊。

## 甜點
大壁爐的消失意味著燃燒木柴的習俗已過去，不知從何時起，以聖誕樹幹蛋糕來取代了。有指是源起於1945年創製的一種糕點，不過至少在法國普瓦圖-夏朗德大區，卷形聖誕蛋糕自19世紀開始已經是傳統食品。
傳統上聖誕樹幹蛋糕用到鮮奶油製作，但多年來也有一些是用冰淇淋製作。主要香料是香草、糖衣杏仁、柑曼怡酒、咖啡。蛋糕必定有用糖粉做的裝飾，包括聖誕老人、斧頭、鋸子、蘑菇、小矮人等。